# Рокфорд (Іллінойс)
Рокфорд (англ. Rockford) — місто (англ. city) в США, в округах Віннебаґо й Оґл у північно-західній частині штату Іллінойс неподалік кордону зі штатом Вісконсин. Населення — 148 655 осіб (2020). Третє за чисельністю населення місто в штаті.

## Географія
Рокфорд розташований за координатами 42°15′48″ пн. ш. 89°3′46″ зх. д. / 42.26333° пн. ш. 89.06278° зх. д. (42.263394, -89.062827).  За даними Бюро перепису населення США в 2010 році місто мало площу 160,45 км², з яких 158,20 км² — суходіл та 2,25 км² — водойми. В 2017 році площа становила 169,35 км², з яких 166,73 км² — суходіл та 2,63 км² — водойми.

### Клімат
| Клімат : Рокфорд                      | Клімат : Рокфорд | Клімат : Рокфорд | Клімат : Рокфорд | Клімат : Рокфорд | Клімат : Рокфорд | Клімат : Рокфорд | Клімат : Рокфорд | Клімат : Рокфорд | Клімат : Рокфорд | Клімат : Рокфорд | Клімат : Рокфорд | Клімат : Рокфорд | Клімат : Рокфорд |
| Показник                              | Січ.             | Лют.             | Бер.             | Квіт.            | Трав.            | Черв.            | Лип.             | Серп.            | Вер.             | Жовт.            | Лист.            | Груд.            | Рік              |
| Абсолютний максимум, °C               | 17,2             | 21,1             | 29,4             | 33,9             | 41,1             | 41,1             | 44,4             | 40,0             | 39,4             | 32,8             | 27,2             | 20,6             | 44,4             |
| Середній максимум, °C                 | −1,4             | 1,2              | 8,3              | 15,9             | 22,1             | 27,3             | 29,2             | 28,0             | 24,1             | 17,1             | 8,7              | 0,7              | 15,2             |
| Середній мінімум, °C                  | −10,3            | −7,9             | −2,5             | 3,4              | 9,1              | 14,7             | 17,2             | 16,3             | 11,3             | 4,8              | −0,9             | −7,9             | 4,0              |
| Абсолютний мінімум, °C                | −35              | −31,7            | −23,9            | −15              | −4,4             | 1,7              | 6,1              | 1,7              | −4,4             | −13,9            | −23,3            | −31,1            | −35              |
| Норма опадів, мм                      | 35               | 36               | 59               | 85               | 102              | 118              | 100              | 117              | 85               | 68               | 66               | 50               | 921              |
| Днів з опадами                        | 9,4              | 8,2              | 10,5             | 11,3             | 12,2             | 10,4             | 9,4              | 9,7              | 8,3              | 9,4              | 10,2             | 10,2             | 119,2            |
| Днів зі снігом                        | 8,2              | 5,8              | 4,1              | 1,0              | 0                | 0                | 0                | 0                | 0                | 0,1              | 1,8              | 7,7              | 28,7             |
| ------------------------------------- | ---------------- | ---------------- | ---------------- | ---------------- | ---------------- | ---------------- | ---------------- | ---------------- | ---------------- | ---------------- | ---------------- | ---------------- | ---------------- |
| Джерело: NOAA (extremes 1893–present) |                  |                  |                  |                  |                  |                  |                  |                  |                  |                  |                  |                  |                  |

## Демографія
Згідно з переписом 2010 року, у місті мешкала 152 871 особа в 59 973 домогосподарствах у складі 37 044 родин. Густота населення становила 953 особи/км².  Було 66700 помешкань (416/км²).
Расовий склад населення:
| - 65,1 % — білих - 20,5 % — чорних або афроамериканців - 2,9 % — азіатів - 0,4 % — корінних американців - 7,5 % — осіб інших рас |

До двох чи більше рас належало 3,6 %. Частка іспаномовних становила 15,8 % від усіх жителів.
За віковим діапазоном населення розподілялося таким чином: 25,9 % — особи молодші 18 років, 60,2 % — особи у віці 18—64 років, 13,9 % — особи у віці 65 років та старші. Медіана віку мешканця становила 35,8 року. На 100 осіб жіночої статі у місті припадало 93,5 чоловіків;  на 100 жінок у віці від 18 років та старших — 90,1 чоловіків також старших 18 років.
Середній дохід на одне домашнє господарство  становив 53 240 доларів США (медіана — 38 716), а середній дохід на одну сім'ю — 62 783 долари (медіана — 47 653). Медіана доходів становила 41 827 доларів для чоловіків та 34 053 долари для жінок. За межею бідності перебувало 24,8 % осіб, у тому числі 37,1 % дітей у віці до 18 років та 9,1 % осіб у віці 65 років та старших.
Цивільне працевлаштоване населення становило 61 226 осіб. Основні галузі зайнятості: освіта, охорона здоров'я та соціальна допомога — 24,4 %, виробництво — 21,1 %, роздрібна торгівля — 10,2 %, мистецтво, розваги та відпочинок — 9,8 %.

## Уродженці
- Лойал Андервуд (1893—1966) — американський кіноактор
- Вірджил Абло (* 1980) — американський модельєр і дизайнер одягу.

## Міста-побратими
- Україна, Бровари, з 1995 року[11]
- КНР, Чанчжоу, з 1999
- Швеція, Боргольм, з 2002[11]
- Румунія, Клуж-Напока, з 2005[11]
- Італія, Ферентіно, since 2006[11]
- Франція, Во-ле-Пеній[11]
- Німеччина, Швібердінґен[11]
- Киргизстан, Токмак[11]
- Угорщина, Тасар[11]

## Галерея

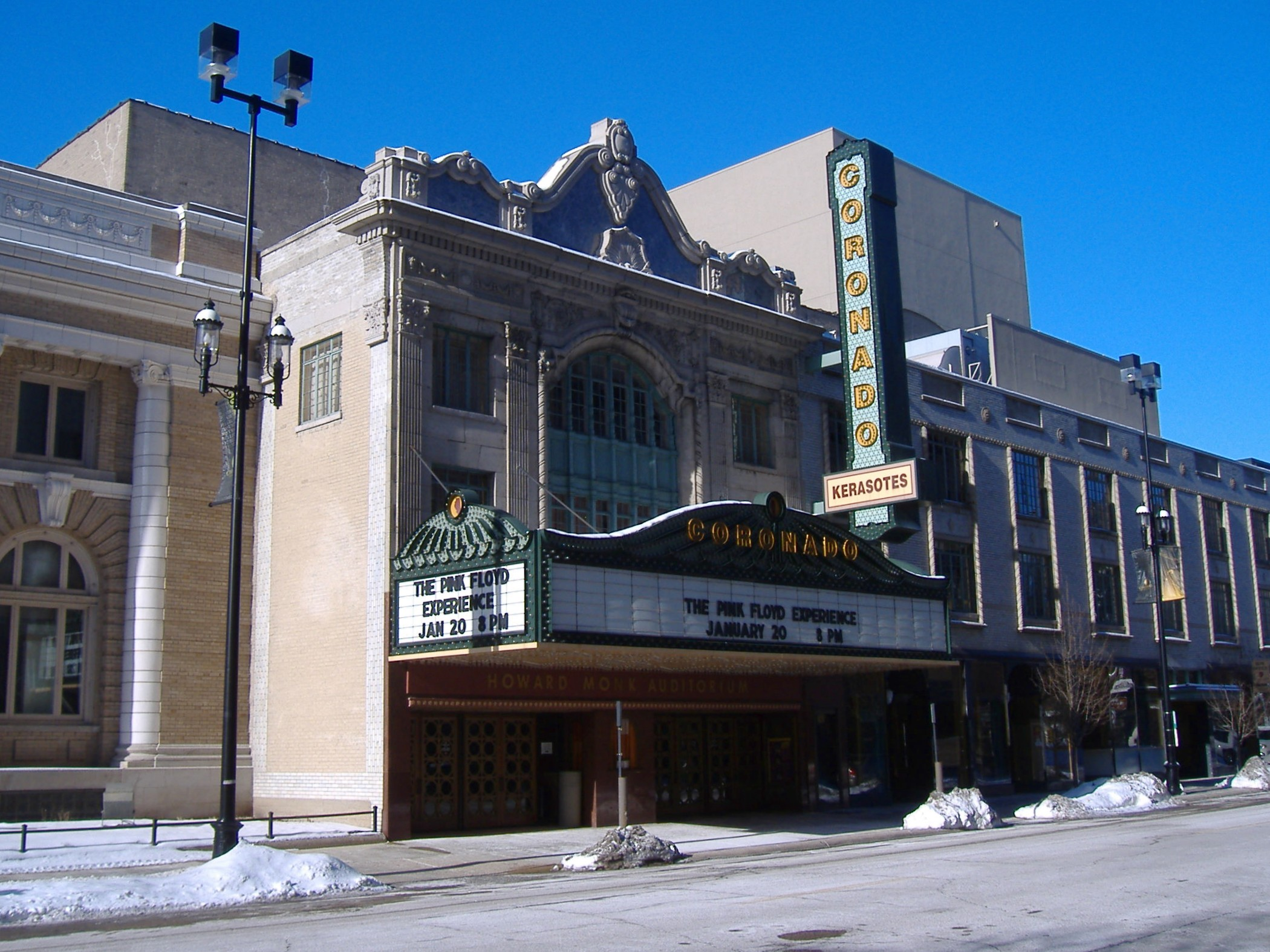
Театр Коронадо
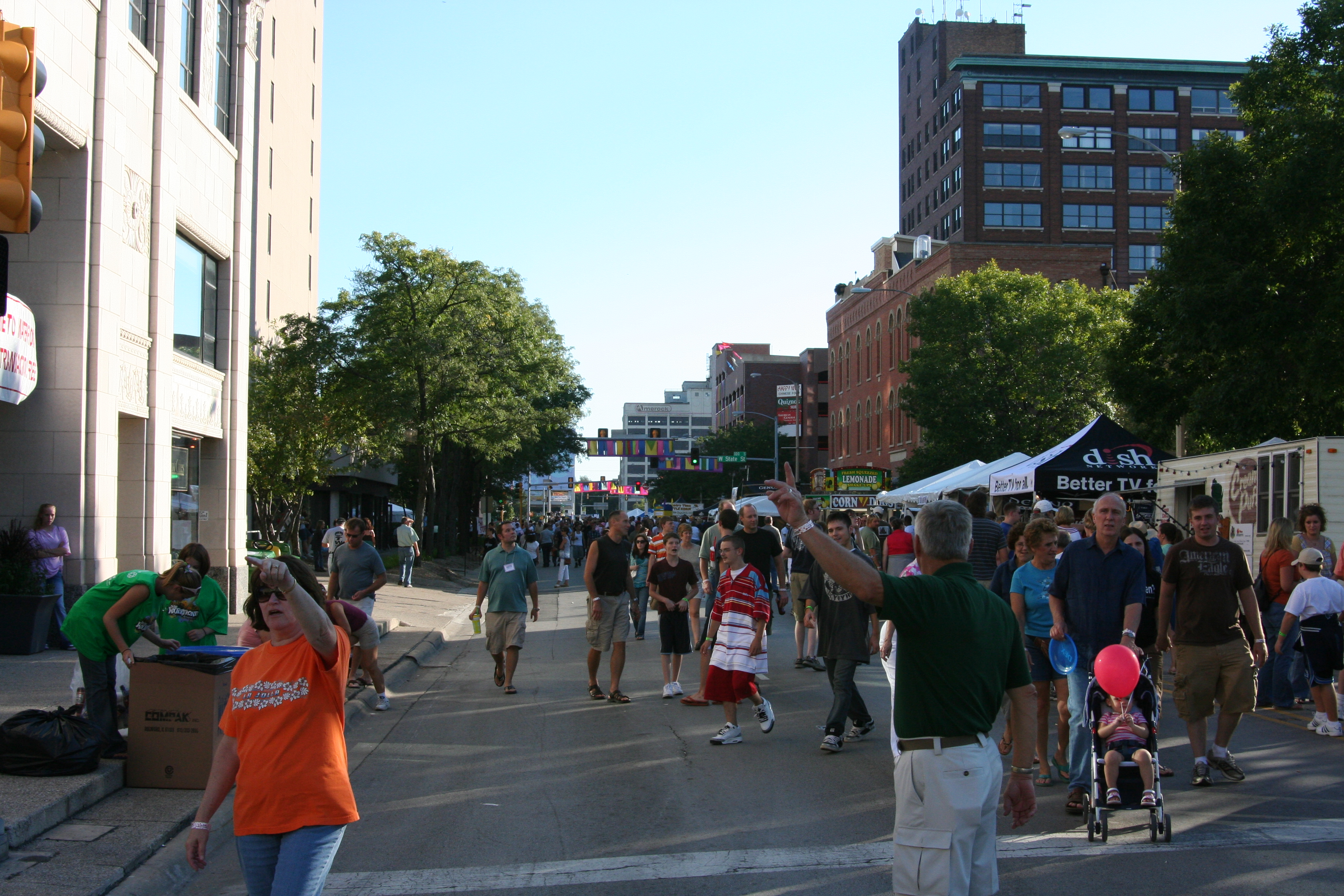
Щорічний фестиваль на березі річки
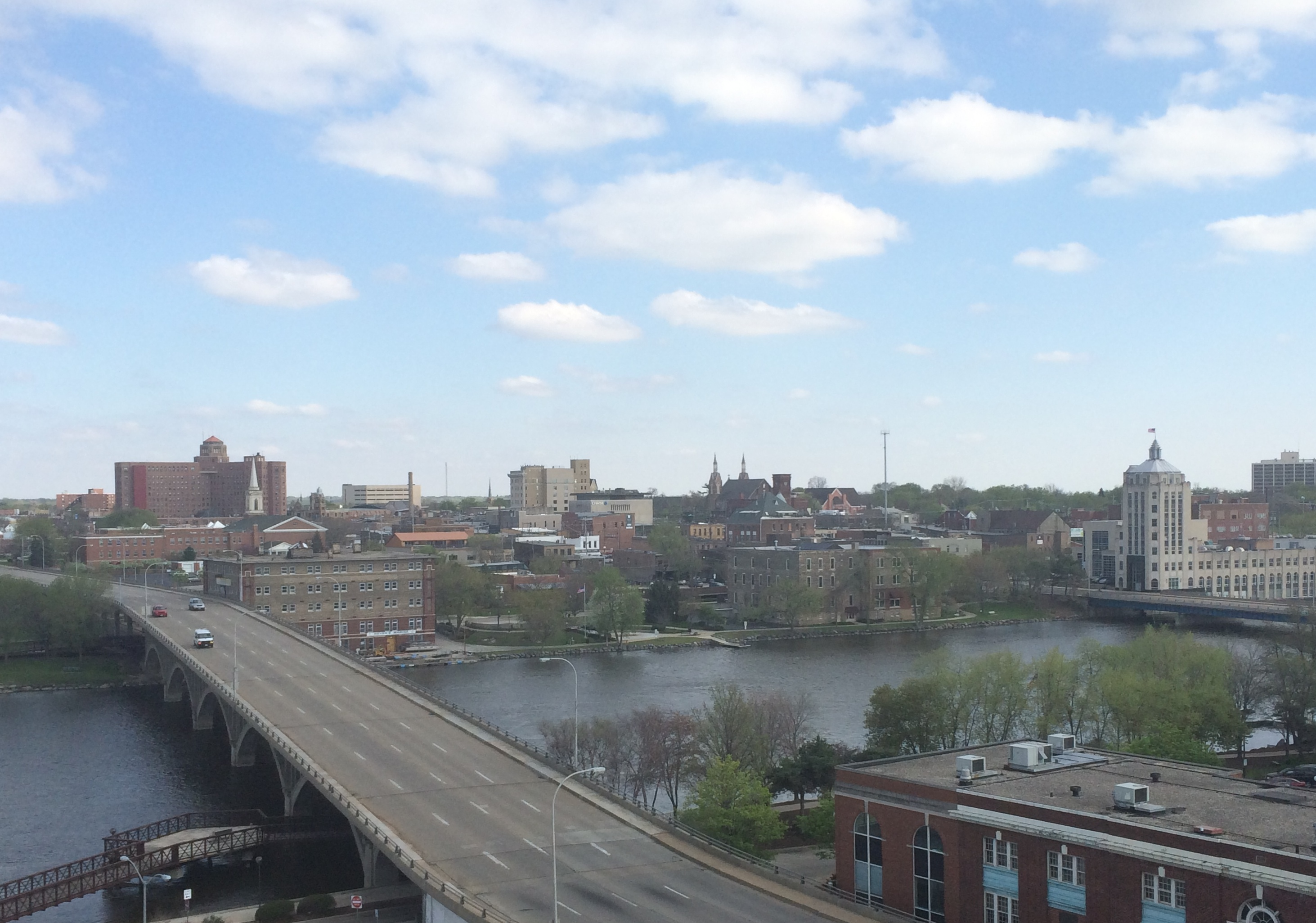
Центральна частина міста
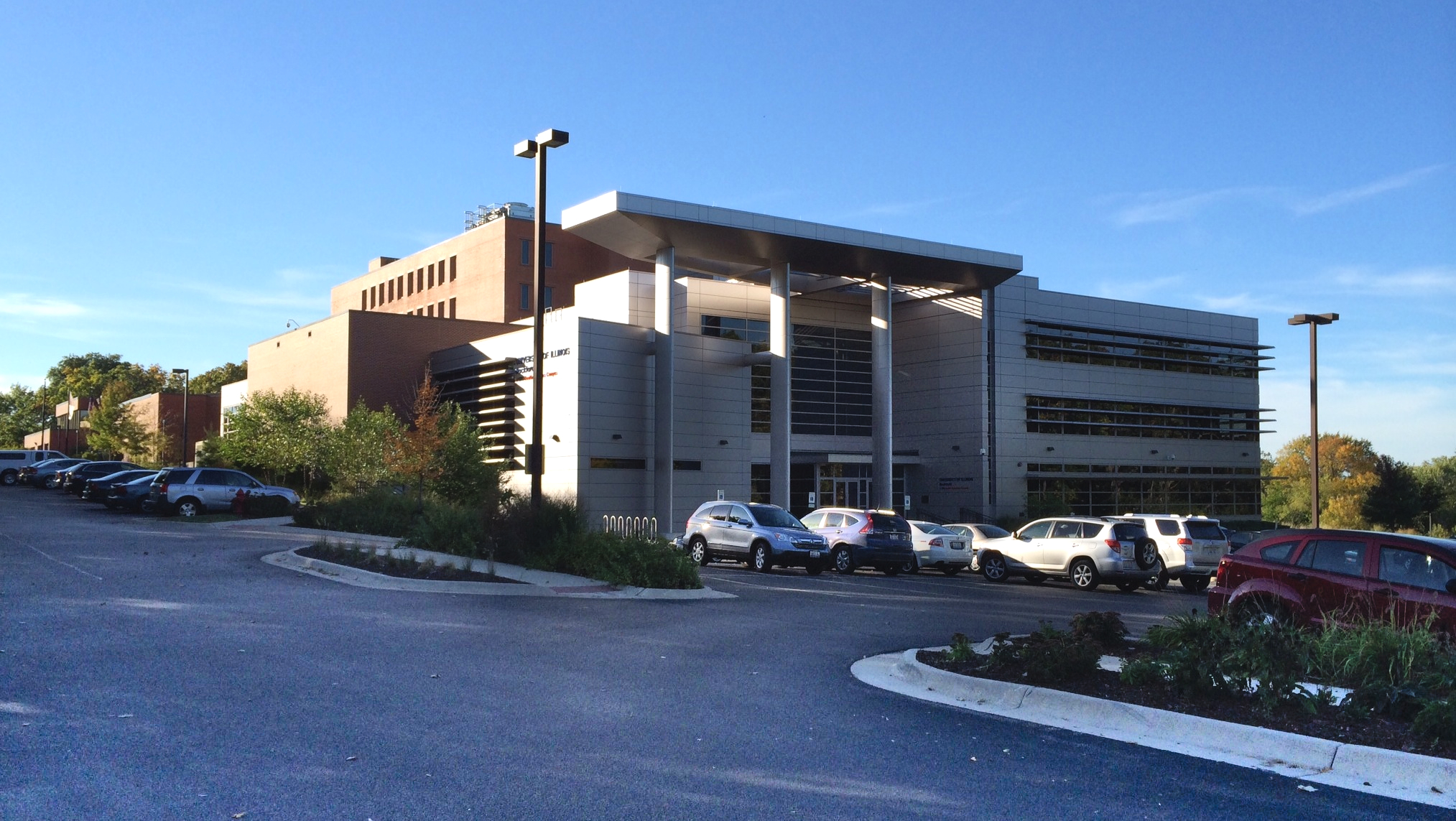
Медичний коледж, Іллінойський університет